# Try Again
”Try Again” är en R&B-låt framförd av den amerikanska sångerskan Aaliyah, komponerad av Static Major och Timbaland som filmmusik till actiondramat Romeo Must Die (2000).
Låten handlar om en kille som närmar sig framföraren. Om inte sångaren säger ja, kommer han lämna henne ifred eller försöka igen? Spårets grundkärna är om styrka och uthållighet. Aaliyahs röstomfång sträcker sig från G♯3 till G♯4. I låtens intro hyllar Timbaland Eric B. & Rakim genom att rappa en av duons verser från deras låt ”I Know You Got Soul”. Det futuristiska spåret är komponerad i E-dur, taktarten består av fyrtakter och har ett tempo av 92 slag per minut. 
”Try Again” gavs ut som den ledande singeln från filmens soundtrack den 22 maj 2000. Låten märkte sångerskans första fullständiga singelrelease sedan 1998:s smash-hit ”Are You That Somebody?”. ”Try Again” blir Aaliyahs framgångsrikaste musiksingel i sin karriär både i USA och internationellt. Låten tog sig in på USA:s Billboard Hot 100 den 17 juni 2000 och klättrade sedan till förstaplatsen på listan. Den blev därmed den första singeln i amerikansk musikhistoria att ta sig till toppen på den listan baserat på endast radiospelningar, utan någon kommersiell release. Låten blev även Aaliyahs första listetta på den topplistan. Utomlands hade ”Try Again” topp-tio placeringar i bland annat Norge, Schweiz, Tyskland och Nederländerna.
Singeln ådrog sig en mängd prisnomineringar däribland en Grammy Award i kategorin ”Best Female R&B Vocal Performance” samt en Soul Train Lady of Soul Awards för ”Song of the Year”. Aaliyah vann två MTV Video Music Awards med utmärkelserna ”Best Female Video” och ”Best Video From a Film”.
En musikvideo för singeln regisserades av Wayne Isham.

## Bakgrund
År 2000 fick Aaliyah sin första filmroll i det amerikanska actiondramat Romeo Must Die en adaption av William Shakespeares Romeo och Juliet. Hon spelade mot skådespelaren och kung fu-utövaren Jet Li. Filmen blev en smash-succé som hade en inkomst på 18,6 miljoner dollar under premiärveckan. Utöver att skådespela i filmen kom sångerskan också att bli chefsproducent för filmens soundtrack. Aaliyah avslöjade i en intervju att en idé om ett eventuellt soundtrack-album florerade redan innan inspelningar till filmen hade börjat. ”Try Again” var dock först tänkt att vara på sångerskans tredje studioalbum Aaliyah men efter att Romeo Must Die: The Album började ta form ville sångerskan ta med låten på den skivan istället. Aaliyah förklarade följande i en intervju; ”När vi började arbeta på låten tänkte vi oss först den till mitt album, men när soundtrackalbumet växte fram sa jag till de andra: 'vi måste släppa den här låten nu, den är så het och annorlunda'.” 

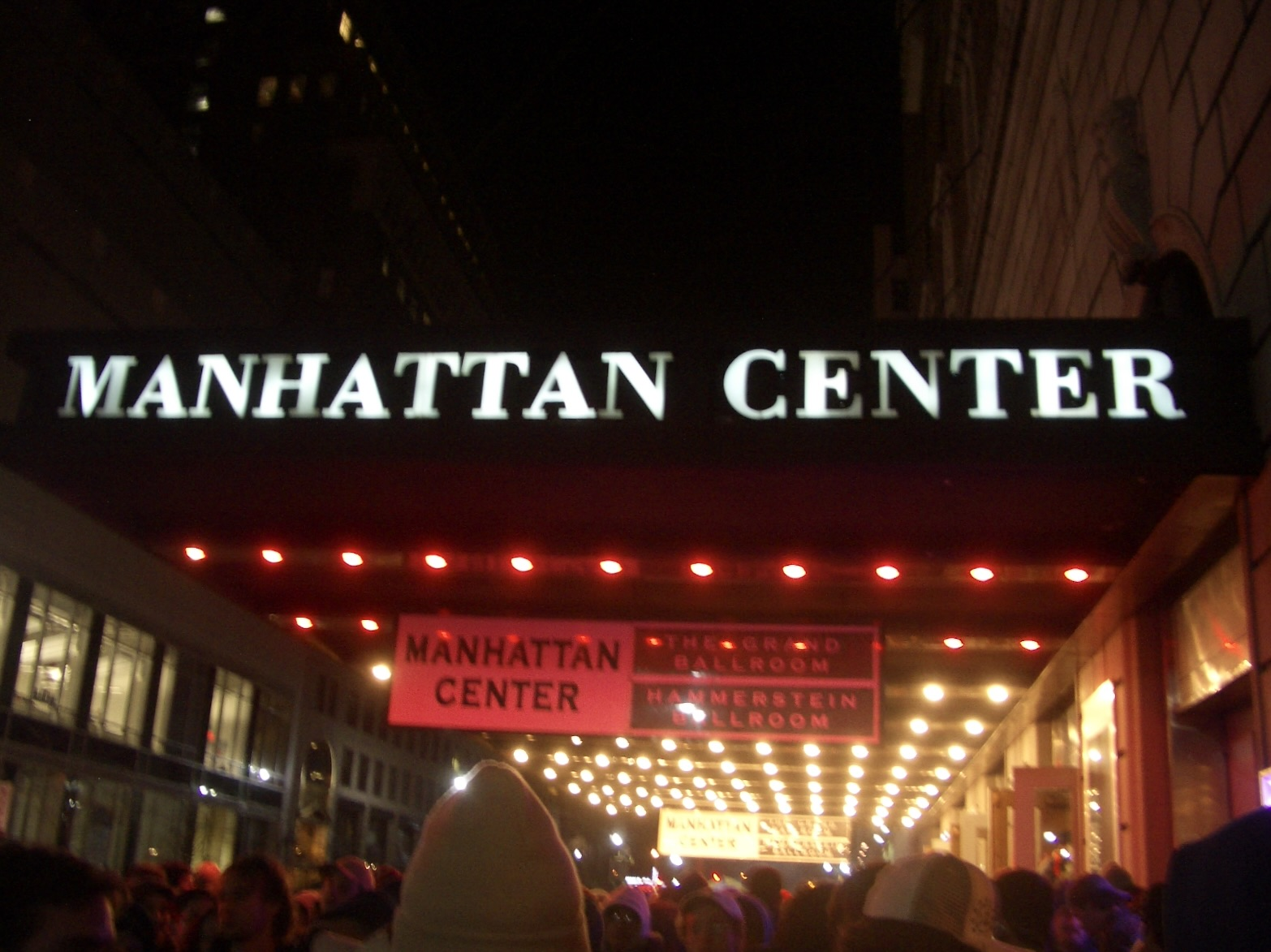
Manhattan Center där "Are You That Somebody?" spelades in.

Låten skrevs av Steve Garrett och producerades av Timbaland. Spåret handlar om en kille som närmar sig framföraren. Om inte sångaren säger ja, kommer han lämna henne ifred eller försöka igen? "Try Again":s grundkärna är om styrka och uthållighet. Sångerskan spelade in låten vid inspelningsstudion Manhattan Center i New York år 1999. Aaliyahs röstomfång sträcker sig från G♯3 till G♯4. I låtens intro hyllar Timbaland Eric B. & Rakim genom att rappa versen ”It's been a long time, we shouldn'a left you, without a dope beat to step to” från deras låt ”I Know You Got Soul”. Det futuristiska spåret är komponerad i E-dur, taktarten består av fyrtakter och har ett tempo av 92 slag per minut. Den 18 februari 2000 tillkännagavs att ”Try Again” skulle ges ut som den ledande singeln från Romeo Must Die: The Album medan en medföljande musikvideo skulle komma att regisseras av Wayne Isham. Fysiska exemplar av singeln gavs ut den 22 maj 2000.

## Musikvideo
Musikvideon till ”Try Again” regisserades av Wayne Isham och använde koreografi av Fatima Robinson som tidigare jobbat med Aaliyah i videon för ”Are You That Somebody?”. Videon spelades in i Hollywood Center Studios i början av mars år 2000. I en intervju med 106 & Park år 2001 förklarade Aaliyah att låten förmodligen var den som innehöll den svåraste dansen i hennes karriär. Videon blev en av årets mest prisade och placerades bland annat på en sjunde plats på BET:s Notarized: Top 100 Videos of 2000 och på en 15:e plats på Channel V's Retro Top 20: 2000. Aaliyah blev även rankad på en 41:a plats över de ”Hundra sexigaste kvinnorna”, en lista utgiven av Channel Max.
Videons miljö följer låtens futuristiska tema och utspelar sig i ett dunkelt landskap där sångerskan framför dansrutinerna tillsammans med bakgrundsdansare. Ett rum vars väggar utgörs helt av speglar hämtar inspiration från Bruce Lees film Enter the Dragon. I videon ses Aaliyah bära en lågt urringad bh och svarta läderbyxor. Majoriteten av dansen utförs på svarta platåer som höjer sig över vattnet. En stor rund lampa på en av väggarna symboliserar månen som skiner över vattnet.

## Medias mottagande
”Try Again” mottog starkt positiv kritik från de flesta musikrecensenter. När Derrick Mathis vid AllMusic publicerade sin recension av Romeo Must Die: The Album lyfte han fram Aaliyahs låtar ”Are You Feelin' Me” och ”Try Again” men tog avstånd från resten av skivan. ”Mosely (Timbaland) lyckas skapligt att ordväxla med partnern Magoo på 'We at It Again'. Men resten av skivan, med undantag för Aaliyahs 'Are You Feelin' Me' och 'Try Again', sticker inte ut från det som redan spelas på radion idag.” 
I mars utgåva av Billboard Magazine menade Chuck Taylor i sin recension av singeln att ”Try Again” var en senaste av sångerskans soundtracks att höja förväntningarna på hennes tredje studioalbum. ”Spåret lever upp till förväntningarna man får av introt (we shouldn'a left you, without a dope beat to step to). Aaliyahs heta sång svävar över Timbalands futuristiska beats. Låtens svaga sida är att synt samplingarna blir otrevligare och otrevligare att lyssna på allt eftersom låten fortgår.

## Kommersiell prestation
"Try Again" debuterade på en 58:e plats på USA:s Billboard Hot 100 den 18 mars 2000. Den 17 juni samma år intog låten förstaplatsen på listan och satte därmed flera rekord. När "Try Again" nådde toppen av listan hade den ännu inte haft en kommersiell release utan tog sig dit enbart på radiospelningar. Spåret blev Aaliyahs första och enda listetta på topplistan. Utöver detta nådde låten till förstaplatsen på Radio Songs, till en tredjeplats på Pop Songs samt en fjärde placering på R&B-listan Hot R&B/Hip-Hop Songs. På Billboards Year-End Chart hade singeln en 12:e plats och på Songs of the Decade rankades den på en 98:e plats. I Storbritannien debuterade låten på en femteplats på UK Singles Chart den 22 juli 2000. "Try Again" höll sig kvar över topp-75 i tolv veckor. Singeln nådde en 8:e plats i Australien och certifierades med platinastatus av Australian Recording Industry Association (ARIA), med en försäljning på 75.000 exemplar. Låten nådde en 51:a placering på landets Year-End-lista. "Try Again" hade stor kommersiell framgång i Europa och hade topp-5 placeringar i Belgien, Nederländerna, Norge och Schweiz. I Tyskland klättrade singeln till en femteplats och certifierades med guldstatus av International Federation of the Phonographic Industry (IFPI).
"Try Again" blir Aaliyahs mest hyllade låt i karriären med en mängd prisnomineringar. Låten rankades på en 86:e plats på Rolling Stones 100 Best Songs of the Decade. Den 31 januari 2005 rankades spåret på en 37:e plats över de topp-hundra singlarna mellan åren 00-04 av Pitchfork Media. "Try Again" nominerades till en amerikansk Grammy Award i kategorin "Best Female R&B Vocal Performance". Singelns musikvideo vann två MTV Video Music Awards med utmärkelserna "Best Female Video" och "Best Video from a Film". Låten nominerades också till en Soul Train Lady of Soul Awards i kategorin "Song of the Year" men Aaliyah förlorade utmärkelsen till gospelartisten Yolanda Adams.
I september år 2011 rankades låten i VH1:s lista 100 Greatest Songs of The 00s, där placerades "Try Again" på en 65:e plats.

## Format och innehållsförteckning
| - Amerikansk CD-singel 1. "Try Again" [Radio Edit] – 4:04 2. "Try Again" [Timbaland Remix] – 4:59 3. "Try Again" [D'Jam Hassan Remix] – 5:28 4. "Try Again" [Instrumental] – 4:43 | - Amerikansk 12" Vinyl 1. "Try Again" [Radio Edit] – 4:04 2. "Try Again" [Instrumental] – 4:43 3. "Try Again" [Timbaland Remix] – 4:59 |

## Listor
| Listor (2008-2009)                                       | Topp position |
| -------------------------------------------------------- | ------------- |
| Australiens ARIA                                         | 8             |
| Belgiens Belgian Singles Chart (Wallonia)                | 18            |
| Belgiens Belgian Singles Chart (Flanders)                | 6             |
| Hollands Dutch top-40                                    | 3             |
| Italiens singellista                                     | 19            |
| Nya Zeelands RIANZ                                       | 13            |
| Frankrikes Syndicat National de l'Édition Phonographique | 26            |
| Tysklands Media Control Charts                           | 5             |
| Norges VG-lista                                          | 5             |
| Storbritanniens UK Singles Chart                         | 5             |
| Sveriges Sverigetopplistan                               | 15            |
| Schweiz' Swiss Music Charts                              | 54            |
| Amerikanska Billboard Hot 100                            | 1             |
| Amerikanska Billboard Hot R&B/Hip-Hop Songs              | 4             |
| Amerikanska Billboard Rhythmic Top 40                    | 1             |
| Amerikanska Billboard Pop 100                            | 3             |

| Vid årets slut (2000)         | Position |
| ----------------------------- | -------- |
| Australiens singellista       | 51       |
| Amerikanska Billboard Hot 100 | 12       |